# Cotati
Cotati é uma cidade localizada no estado americano da Califórnia, no condado de Sonoma. Foi incorporada em 16 de julho de 1963.

## Geografia
De acordo com o United States Census Bureau, a cidade tem uma área de 4,9 km², onde todos os 4,9 km² estão cobertos por terra.

### Localidades na vizinhança
O diagrama seguinte representa as localidades num raio de 16 km ao redor de Cotati. 

## Demografia
Segundo o censo nacional de 2010, a sua população é de 7 265 habitantes e sua densidade populacional é de 1 492,04 hab/km². É a cidade menos populosa do condado de Sonoma. Possui 3 143 residências, que resulta em uma densidade de 645,49 residências/km².